# 저인망

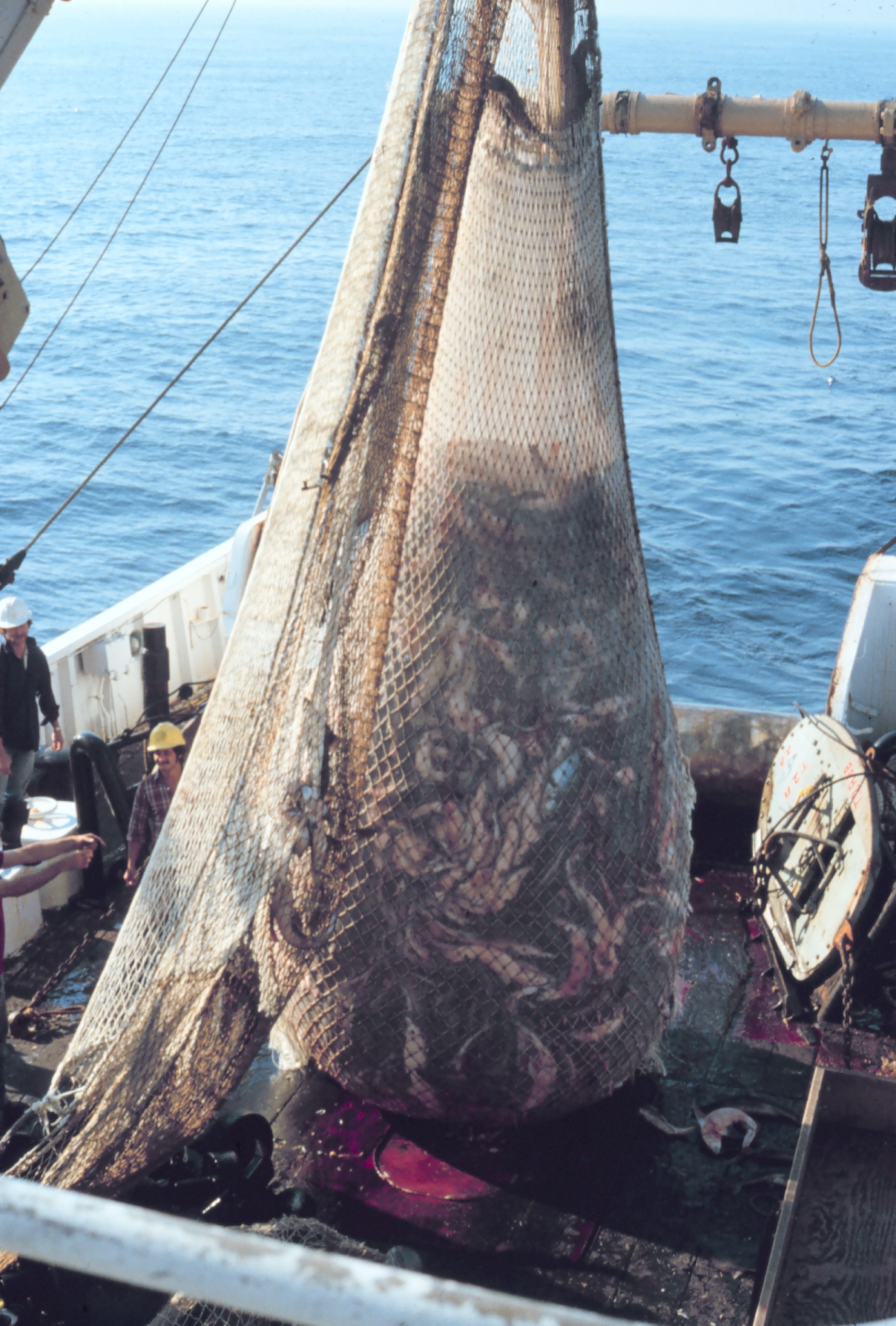
저인망을 이용하여 물고기를 잡고 있는 어선의 모습

저인망(底引網), 또는 쓰레그물(trawl 트롤[*])은 배에 매달아 바닷속을 끌고 다니며 수산물을 쓸어담는 구조의 어망이다. 저인망을 이용한 어업을 트롤링(Trawling)이라고 한다.

## 같이 보기
- 저인망 어선